# William A. Wheeler
William A. Wheeler (n. 30 iunie 1819 - d. 4 iunie 1887) a fost un politician american, Vicepreședinte al Statelor Unite ale Americii între 4 martie 1877 și 4 martie 1881.